# مهدی صباغی (بازیگر، زاده ۱۳۵۶)
مهدی صباغی (زاده ۱۳ شهریور ۱۳۵۶) بازیگر تئاتر و سینمای نمایش خانگی و دارای مدرک تحصیلی کارشناسی علوم اقتصادی از دانشگاه علامه طباطبایی و کارشناسی ارشد شهرسازی از دانشگاه علم و صنعت ایران است.

## زندگی‌نامه
مهدی صباغی سال‌ها پیش ازدواج کرده‌است. همسر وی شیرین اسماعیلی بازیگر سینما و تلویزیون می‌باشد.

## کارگردانی
- نمایش «دارا انار ندارد»، اصفهان، جشنواره تئاتر طنز، ۱۳۸۱نگارش و کارگردانی
- نمایش «خداحافظ» نوشته «محمد یعقوبی» تهران، جشنواره فجر، بخش دانشگاهی، ۱۳۷۹
- نمایش «شب شک» نوشته «احسان نوروزی»، تهران، جشنواره فجر، بخش دانشگاهی، ۱۳۸۳
- نمایش «اگر باران ببارد» نوشته حسین امرایی، تهران، تالار سنگلج، ۱۳۸۶
- نمایش «چترباز» نوشته «رویا افشار»، تهران، تئاتر شهر ۱۳۹۰[۴]

## بازیگری

### مجموعه نمایشی
- وحشی
- جان‌سخت
- تانک‌خورها
- سالهای دور از خانه
- سرزمین مادری
- سریال زیرخاکی۱[۴]
- می خواهم زنده بمانم
- بازنده

### فیلم
- دهلیز
- تنگه ابوقریب
- بی همه چیز
- محکومین[۴]